# Taylor Lilley
Taylor Paige Lilley, coniugata Wild (Van Nuys, 29 febbraio 1988), è un'ex cestista statunitense, professionista nella WNBA.

## Carriera
Ha disputato una stagione con le Phoenix Mercury.